# Lew Arcymowicz
Lew Andriejewicz Arcymowicz (ros. Лев Андре́евич Арцимо́вич; ur. 12 lutego?/25 lutego 1909 w Moskwie, zm. 1 marca 1973 tamże) – rosyjski i radziecki fizyk.
Pracownik Instytutu Energii Atomowej im. I. Kurczatowa i członek Akademii Nauk ZSRR. Prowadził badania w zakresie optyki elektronicznej, fizyki jądrowej i atomowej, głównie dotyczące kontrolowanych reakcji syntezy termojądrowej. Był współodkrywcą promieniowania neutronowego plazmy wysokotemperaturowej.

## Nagrody i odznaczenia
1945: Order Czerwonego Sztandaru Pracy

1953: Nagroda Stalinowska I stopnia

1958: Nagroda Leninowska

1965: Honorowy Członek Akademii Nauk Republiki Czeskiej

1966: Honorowy Członek Amerykańskiej Akademii Sztuki i Nauki

1968: Honorowy Członek Królewskiej Szwedzkiej Akademii Nauk

1969: Bohater Pracy Socjalistycznej

1969: Doktor honoris causa Uniwersytetu w Zagrzebiu (Jugosławia)

1971: Nagroda Państwowa ZSRR

1972: Doktor honoris causa Uniwersytetu Warszawskiego

Oraz czterokrotnie Order Lenina (22 grudnia 1951, 4 stycznia 1954, 27 kwietnia 1967 i 25 lutego 1969)
Źródło: